# 卡尼斯區
卡尼斯區（西班牙語：Distrito de Canis），是秘魯的一個區，位於該國北部安卡什大區的博洛涅西省，始建於1965年1月29日，面積19.45平方公里，海拔高度2,460米，2005年人口256，人口密度為每平方公里13人。